# 祇園新橋北站

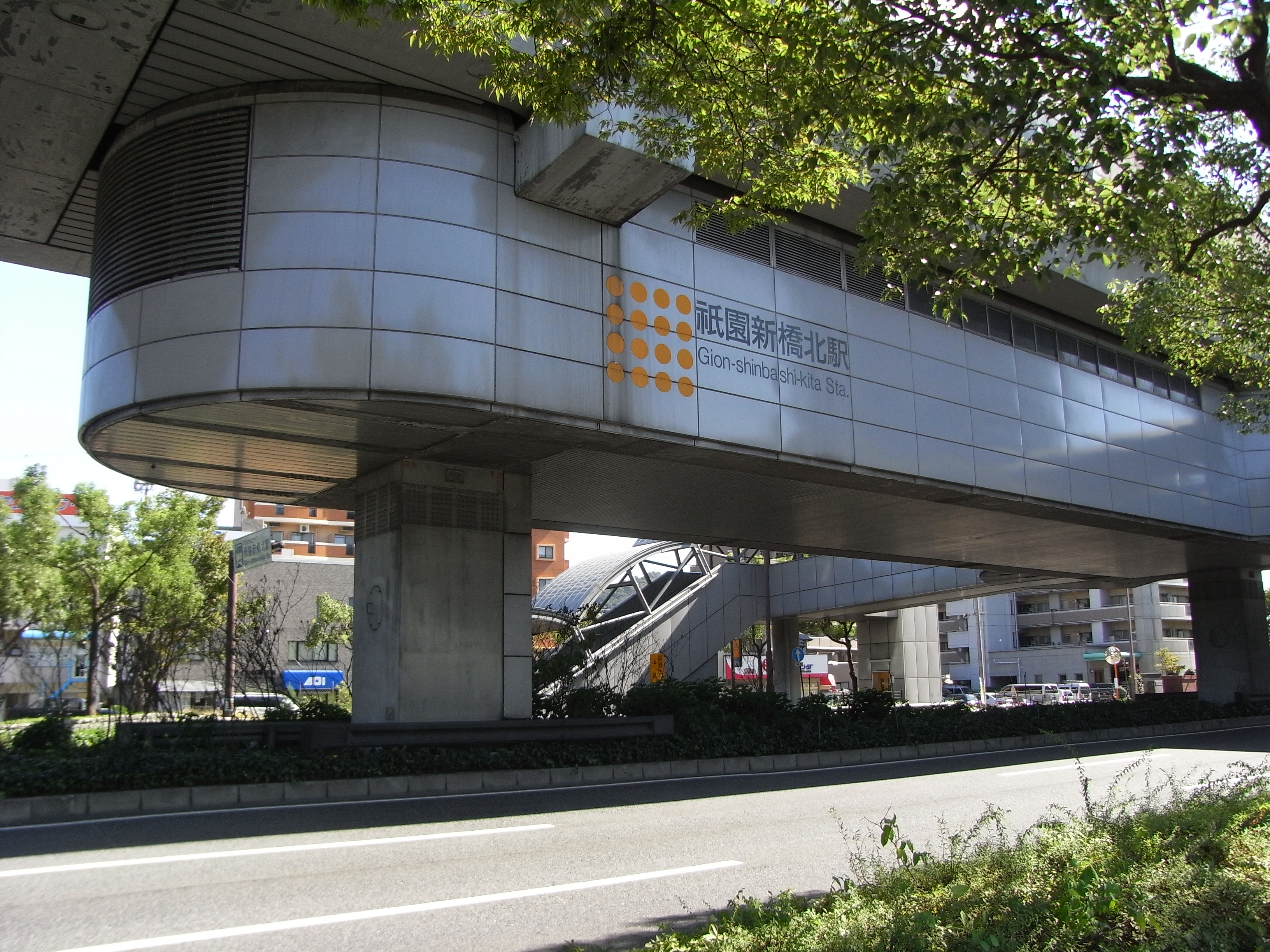
車站大樓

祇園新橋北站（日语：／ Gion-shinbashi-kita eki */?）是位於廣島縣廣島市安佐南區西原四丁目，廣島高速交通的廣島新交通1號線（Astram線）車站。

## 歷史
- 1994年（平成6年）8月20日 - 車站啟用[1]。
- 1999年（平成11年）3月20日 - 在時間表修正後，此站成為急行列車通過站[1]。
- 2000年（平成12年） - 成為業務委託車站[2]。
- 2004年（平成16年）3月20日 - 在時間表修正後，取消急行列車班次，所有列車停靠此站[1]。
- 2009年（平成21年）8月8日 - 此站開始可以使用PASPY[1]。
- 2015年（平成27年） - 站內廣播與月台發車牌翻新至與新白島站同等級。

## 車站構造
車站是一座架空車站，設有1面2線的島式月台。月台下一層設有售票機和閘機。
車站顏色為■紫色。

### 月台
| 月台 | 路線             | 上下行 | 方向           |
| ---- | ---------------- | ------ | -------------- |
| 1    | ■廣島新交通1號線 | 下行   | 廣域公園前方向 |
| 2    | ■廣島新交通1號線 | 上行   | 本通方向       |

## 車站周邊
- 國道54號（日语：国道54号）（祇園新道）
- 祇園新橋
- 太田川
- NHK電台發射站（日语：NHK祇園ラジオ放送所）
- 廣島市立原小學（日语：広島市立原小学校）
- 廣島市立原南小學

## 利用狀況
以下數據取自《廣島市統計書》。Astram線公開了「1年總乘車人次」和「1年總下車人次」。1日平均乘車人次數據中，是以當年度的總乘車人次除以365（閏年為366），再取自小數點後1位。Astram線所提供的數據以1,000人為單位，因此，平均數中會有誤差。
| 年度               | 1日平均 乘車人次 | 1年總 乘車人次 | 1年總 下車人次 |
| ------------------ | ---------------- | -------------- | -------------- |
| 1995年（平成07年） | 1,136.6          | 416,000        | 365,000        |
| 1996年（平成08年） | 1,249.3          | 456,000        | 399,000        |
| 1997年（平成09年） | 1,290.4          | 471,000        | 413,000        |
| 1998年（平成10年） | 1,353.4          | 494,000        | 438,000        |
| 1999年（平成11年） | 1,349.7          | 494,000        | 436,000        |
| 2000年（平成12年） | 1,383.6          | 505,000        | 448,000        |
| 2001年（平成13年） | 1,465.8          | 535,000        | 477,000        |
| 2002年（平成14年） | 1,443.8          | 527,000        | 465,000        |
| 2003年（平成15年） | 1,437.2          | 526,000        | 467,000        |
| 2004年（平成16年） | 1,454.8          | 531,000        | 471,000        |
| 2005年（平成17年） | 1,468.5          | 536,000        | 474,000        |
| 2006年（平成18年） | 1,457.5          | 532,000        | 473,000        |
| 2007年（平成19年） | 1,502.7          | 550,000        | 490,000        |
| 2008年（平成20年） | 1,556.2          | 568,000        | 515,000        |
| 2009年（平成21年） | 1,537.0          | 561,000        | 513,000        |
| 2010年（平成22年） | 1,569.9          | 573,000        | 525,000        |
| 2011年（平成23年） | 1,573.8          | 576,000        | 528,000        |
| 2012年（平成24年） | 1,619.2          | 591,000        | 544,000        |
| 2013年（平成25年） | 1,709.6          | 624,000        | 578,000        |
| 2014年（平成26年） | 1,767.1          | 645,000        | 592,000        |
| 2015年（平成27年） | 1,942.6          | 711,000        | 654,000        |
| 2016年（平成28年） | 1,997.3          | 729,000        | 675,000        |
| 2017年（平成29年） | 2,021.9          | 738,000        | 686,000        |
| 2018年（平成30年） | 2,041.1          | 745,000        | 697,000        |
| 2019年（令和元年） | 2,062.8          | 755,000        | 707,000        |

## 相鄰車站
廣島高速交通
廣島新交通1號線（Astram線）
不動院前－祇園新橋北－西原

## 注腳
1. 1 2 3 4 5  曾根悟（監修）. 朝日新聞出版分冊百科編集部（編集） , 编. . 週刊朝日百科. 30号 モノレール・新交通システム・鋼索鉄道. 朝日新聞出版. 2011-10-16: 25 （日语）.
2. ↑   (PDF). 廣島高速交通.   [2017-08-08]. （原始内容存档 (PDF)于2021-06-02） （日语）.

## 外部連結
- Astram線　官方網站 （页面存档备份，存于）（日語）